# 橫切關係

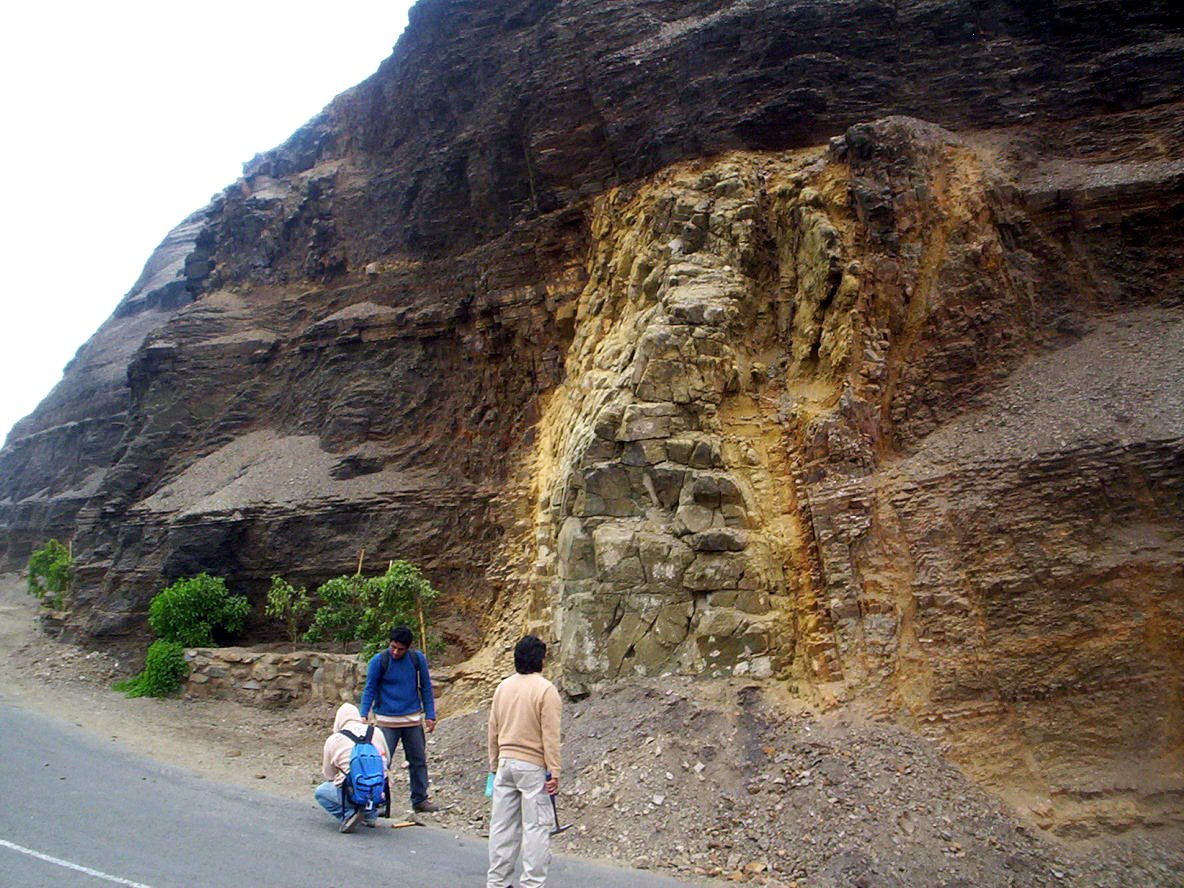
秘魯的一處橫切結構。一條安山岩岩脈切入了沉積岩層，而這兩者又被不均勻切開

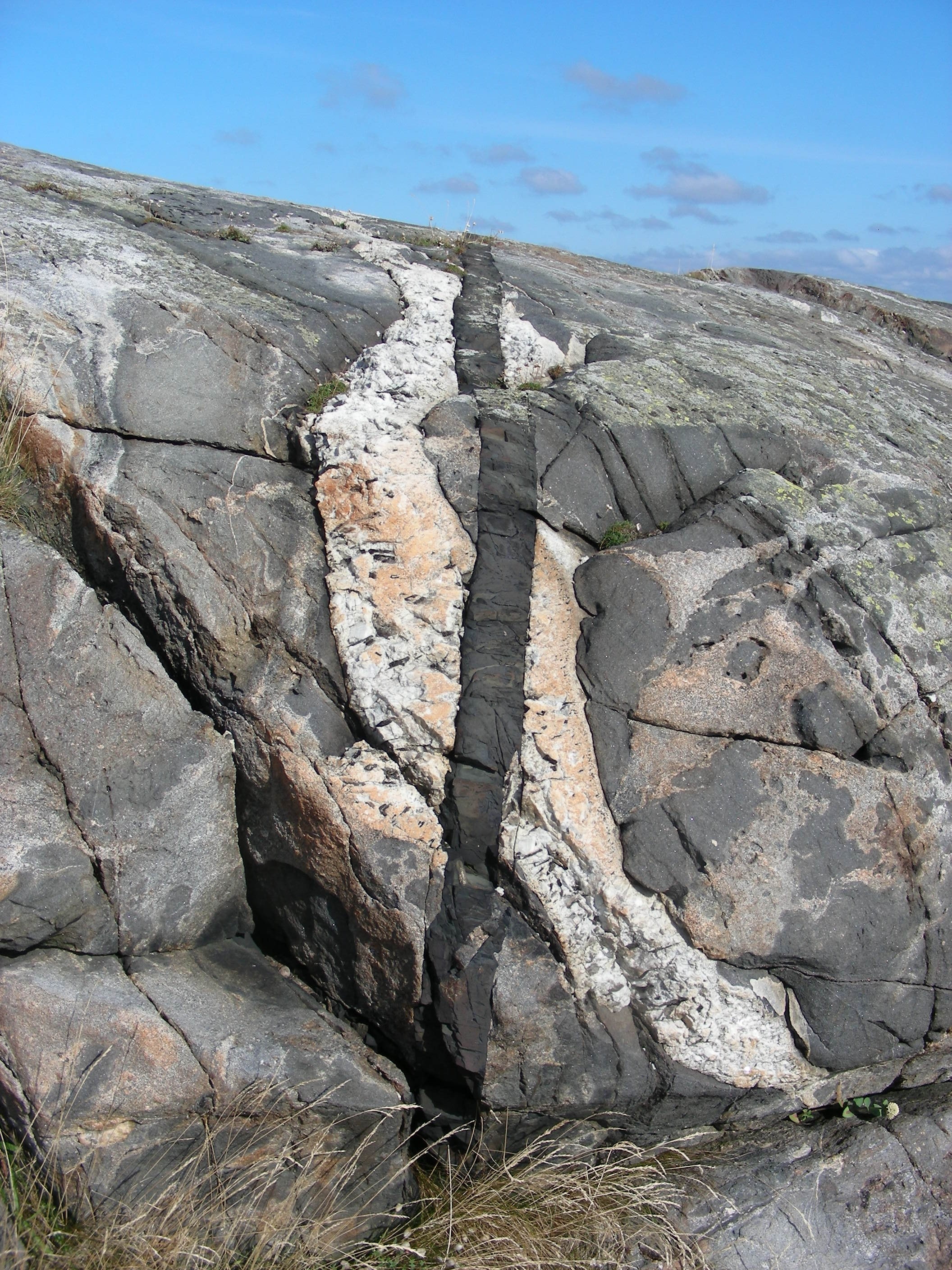
在瑞典，一塊火成岩被較新的偉晶岩（白色）切入，而後者又被更新的輝綠岩（黑色）切入

橫切關係（英語：cross-cutting relationships）是地質學的一個原理，它指出，切入另一個地質結構的物質是兩者中較年輕的一個。 它是地質學中的一種相對測年技術。它由丹麥地質先驅尼古拉斯·斯坦諾在Dissertationis prodromus（1669）中首次研究，隨後由James Hutton在《地球理論》（Theory of the Earth）（1795）中提出，並由查爾斯·萊爾在《地質學原理》（1830）中進行了修飾。
橫切關係可以在地質圖、地圖、顯微鏡圖等介質觀察到。換句話說，這些關係具有不同的規模。地質圖的橫切關係可能看起來像是一個較大的斷層；微觀鏡中，橫切關係需要放大或仔細研究。例如，某種生物鑽入貝殼化石而形成這種特殊結構。